# Tom Gāvān
Tom Gāvān (persiska: تم گاوان, S̄om Gāvān) är en ort i Iran.   Den ligger i provinsen Kerman, i den sydöstra delen av landet, 1 000 km sydost om huvudstaden Teheran. Tom Gāvān ligger 668 meter över havet och antalet invånare är 355.
Terrängen runt Tom Gāvān är platt åt sydväst, men åt nordost är den kuperad. Runt Tom Gāvān är det glesbefolkat, med 17 invånare per kvadratkilometer. Närmaste större samhälle är Posht Lor, 6,2 km sydväst om Tom Gāvān. Trakten runt Tom Gāvān är ofruktbar med lite eller ingen växtlighet.